# Hôtel de la Caisse d'épargne de Montereau-Fault-Yonne
L'hôtel de la Caisse d'épargne est un bâtiment de la fin du XIXe siècle situé à Montereau-Fault-Yonne, en France.

## Situation et accès
L'édifice est situé au no 15 de la rue Victor-Hugo, sur le tronçon compris entre la rue de la Faïencerie et la rue du Petit-Vaugirard, au sud-ouest du centre-ville de Montereau-Fault-Yonne, et plus largement au sud-ouest du département de Seine-et-Marne.

## Histoire

### Achat du terrain
Le 6 février 1893, le conseil d'administration de la Caisse d'épargne de Montereau se réunit et vote une somme de 100 000 francs pour acquérir l'immeuble Joigneau de la rue Victor-Hugo afin d'y construire un hôtel pour l'institution.

### Concours
Dans la première moitié de 1893, un concours est lancé pour la « construction d'un hôtel destiné à l'installation des services de la Caisse d'épargne »,. Le premier prix est remporté par l'architecte parisien Georges-Henry Labitte (né en 1863).  Le 2e prix est attribué à Georges Perdrigé, architecte à Meaux, et une prime est également accordée à Ferrand.

### Première pierre
La cérémonie de pose de la première pierre a lieu le 17 août 1893, présidée par le maire de Montereau Didier Désiré Decornoy Ferrand. À cette occasion, ce dernier prononce un discours, lequel est également transcrit sur un parchemin déposé dans une boîte de plomb pour servir de capsule temporelle, laquelle est à son tour soudée et scellée dans une cavité ménagée dans une pierre d'assise. Ainsi s'énonce ce discours :

« Messieurs,
Conformément aux errements, dont j’ai pris l’initiative, j’ai cru devoir convoquer tous les membres de l’administration de la Caisse d’épargne de Montereau pour la pose de la première de cet édifice, sans distinction de titre, nous considérant tous solidaires au mandat qui nous est confié.
Je vous remercie, Messieurs, d’avoir bien voulu répondre à mon appel, en honorant de votre présence cette petite cérémonie intime.
Je ne regrette qu’une chose, c’est que nous ne soyons pas au grand complet.
Le procès-verbal dont je viens de vous donner lecture justifie nos devoirs remplis. Ce dépôt de monnaie à l’effigie du régime actuel, sera un témoignage de reconnaissance de directeurs et souscripteurs, et pour l’avenir un écho qui ne laissera pas nos successeurs indifférents.
À nos collaborateurs futurs ?
Quel que soit le nombre d’années qui nous séparent, nous vous présentons tous nos hommages fraternels, estimant que votre intégrité, votre zèle et votre dévouement, égaleront les sentiments qui nous animent.
Ce petit dépôt en signe de souvenir sera un gage sous forme de talisman, qui devra porter bonheur à l’épargne française, sous l’égide de ceux qui ont suivi, suivent et suivront l’intérêt général populaire.
À tous présents et à venir, salut ! Au nom de l’humanité, au nom de la France, et en l’honneur de la République. »

— Didier Désiré Decornoy Ferrand, maire et président de la Caisse d'épargne de Montereau

## Structure
L'édifice évolue sur trois niveaux au-dessus du sol, avec une comble à la Mansart abritant le troisième. Huit marches permettent l'accès au rez-de-chaussée ; devant celles-ci se dresse un portail orné avec l'inscription « CAISSE D’EPARGNE », lequel s'inscrit dans une clôture d'une teinte bleu charrette.